# Paz interminable
Paz interminable (título original Forever Peace) es una novela de ciencia ficción escrita por Joe Haldeman y publicada en el año 1997. Ganó los premios Nébula, Hugo y John W. Campbell Memorial a la mejor novela en 1998. Fue publicada en español en el año 1998 dentro de la colección NOVA de Ediciones B, consiguiendo esta edición el premio Ignotus a la mejor novela extranjera de 1999.
A pesar de la similitud tanto del título como de los temas tratados, no se trata de una continuación de La guerra interminable sino que transcurre en la Tierra en un futuro temporalmente mucho más cercano.

## Premios
- 1998: ganadora del premio Nébula a la mejor novela[1]
- 1998: ganadora del premio Hugo a la mejor novela[2]
- 1998: ganadora del premio John W. Campbell Memorial a la mejor novela de ciencia ficción[3]
- 1998: nominada al premio Locus a la mejor novela de ciencia ficción